# بروس ام. میچل
بروس ام. میچل (انگلیسی: Bruce M. Mitchell؛ ‏ ۱۶ نوامبر ۱۸۸۳ – ۲۶ سپتامبر ۱۹۵۲) کارگردان فیلم و فیلم‌نامه‌نویس اهل ایالات متحده آمریکا بود.
از فیلم‌هایی که وی در آن‌ها نقش داشته‌است، می‌توان به ترفندها اشاره نمود.